# Rhyacophila lhopa
Rhyacophila lhopa är en nattsländeart som beskrevs av Schmid 1970. Rhyacophila lhopa ingår i släktet Rhyacophila och familjen rovnattsländor. Inga underarter finns listade i Catalogue of Life.